# Il fortunato inganno
Il fortunato inganno (deutsch: Der geglückte Schwindel) ist eine Opera buffa in zwei Akten von Gaetano Donizetti und gehört zu seinen Frühwerken. Das Libretto stammt von Andrea Leone Tottola. Die Uraufführung fand am 3. September 1823 in Neapel statt.

## Handlung

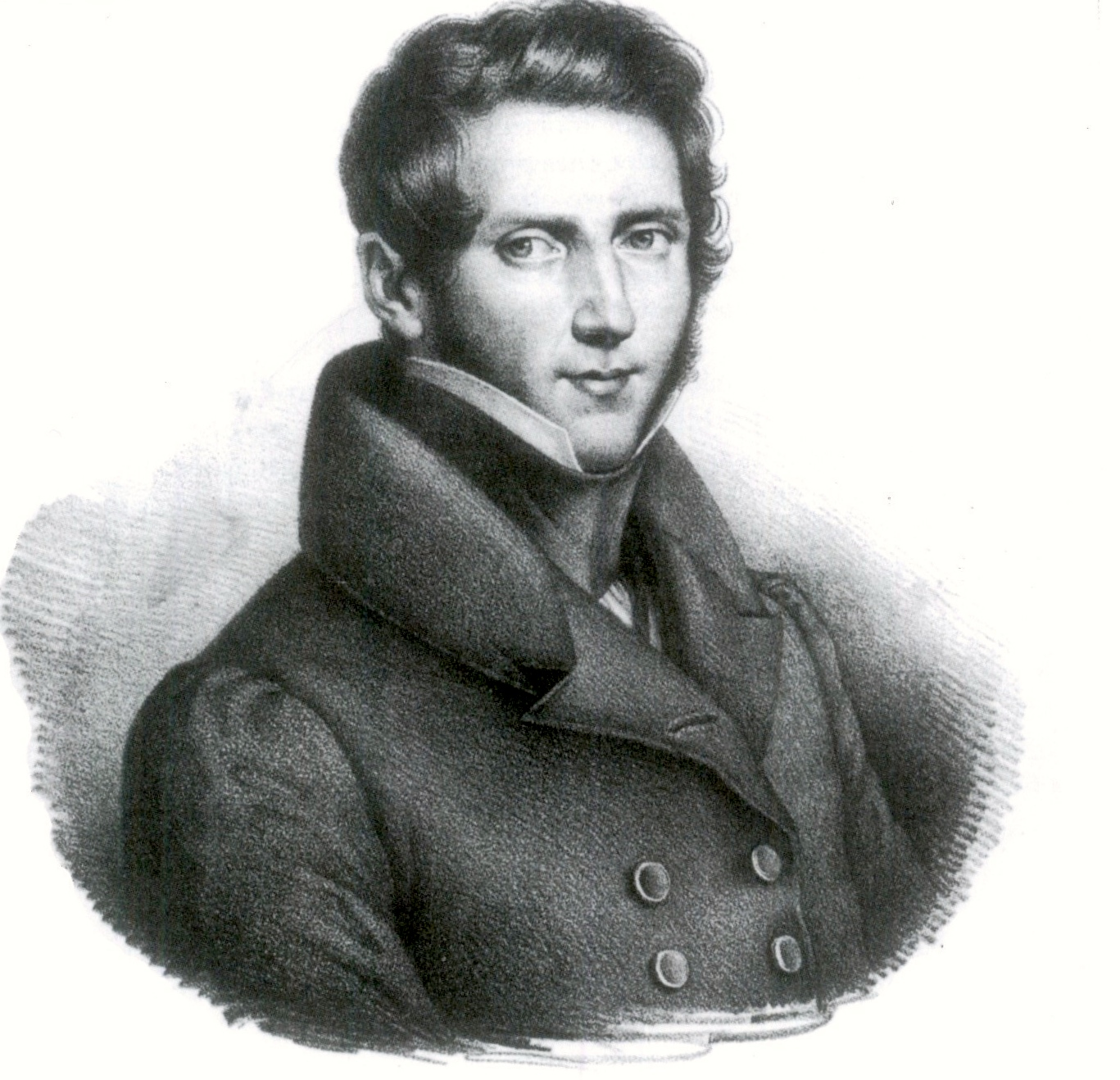
Der junge Donizetti

Die Geschichte spielt sich in Rom ab. Das Ensemble einer wandernden Operntruppe unter der Leitung von Lattanzio Lattughelli probt eine neue Oper. Während der Vorbereitungen kommt es zu einer Reihe von Auseinandersetzungen, Missverständnissen und Zwischenfällen.
Die junge Eugenia, die Nichte des Leiters Lattanzio, ist in den jungen Kavallerieleutnant Eduardo verliebt, der ihre Liebe erwidert. Doch dessen Onkel, Oberst Franceschetti, weigert sich, der Heirat seines Neffen zuzustimmen. Aber Lattanzios Frau und Eugenias Tante Aurelia gibt sich als Gräfin aus – hier die „Täuschung“ im Titel – und bringt den Oberst dazu, dass er sich in sie verliebt. Im Gegenzug zwingt sie ihn dazu, der Hochzeit der beiden jungen Leute zuzustimmen. Als der Oberst feststellt, dass er überlistet worden ist, stimmt er nach einem Wutausbruch dem Happy End schließlich zu.

## Komposition
Donizetti komponierte die Oper im Sommer 1823 in Neapel, als er dort Alfredo il Grande am Teatro San Carlo probte. Il fortunato inganno wurde drei Mal aufgeführt, war aber immerhin erfolgreicher als Alfredo, der es nur zu einer einzigen Aufführung brachte. Dann verschwand Il fortunato für fast 170 Jahre von den Spielplänen der Opernhäuser.
Die Musiknummern der Oper sind durch gesprochene Dialoge getrennt. Lattanzio und der Dichter Vulcan sprechen und singen Neapolitanisch, wie dies die Konventionen des Teatro Nuovo verlangten. Auch 1824 in seiner Oper Emilia di Liverpool musste sich Donizetti dieser Vorgabe beugen. Das Thema der Auseinandersetzungen innerhalb einer Theatergruppe nahm Donizetti mit Le convenienze ed inconvenienze teatrali 1827 noch einmal auf.
Die Partitur wird im Conservatorio San Pietro a Majella in Neapel aufbewahrt.
Erster Akt
- Sinfonia
- Nr. 1 – Einleitung: „Bella Dea! Se pegno ognora“ (tutti)
- Nr. 2 – Cavatina Lattanzio: „Addò sta chi me dicette“
- Nr. 3 – Terzett Colonnello, Aurelia, Lattanzio: „Quanto, gentil contessa“
- Nr. 4 – Cavatine Lattanzio: „Se rinasce in seno“
- Nr. 5 – Duett Aurelia, Lattanzio: „Della moglie il marito è un servitore“
- Nr. 6 – Arie Bequadro: „In quel soave occhietto“
- Nr. 7 – Finale I: „Ah! miei cari! Io sono amante“ (tutti)

Zweiter Akt
- Nr. 8 – Arie Colonnello: „Scaccia dal cor colei“
- Nr. 9 – Terzett Aurelia, Fulgenzia, Bequadro: „Io tel dissi, l’assicuro“
- Nr. 10 – Duett Vulcano, Lattanzio: „Statte ’nguardia don Lattà!“
- Nr. 11 – Finale II: „Mortal più beato“ (tutti)

## Wiederaufführung
Erst im August 1995 wurde die Oper an der schwedischen Vadstena Academy unter der Leitung von Michael Bartosch und mit Ann Hallenberg wieder aufgeführt. Im Juli 1998 wurde eine Aufführung vom Festival della Valle d’Itria aufgezeichnet.
- Arnold Bosman; Orchestra Internazionale d’Italia, Kammerchor Bratislava
- Ascanio: Mario Nisticò
- Aurelia: Stefania Donzelli
- Bequadro: Luciano Miotto
- Biscaglino: Madia Todisco
- Donna Fulgenzia: Magali Damonte
- Eduardo: Saverio Fiore
- Eugenia: Eun-Joo Lee
- Fiordelisa: Madia Todisco
- Oberst Franceschetti: Nicolas Rivenq
- Lattanzio Lattughelli: Domenico Calaianni
- Vulcano: Massimiliano Carolla